# Kunie Tanaka
Pour les articles homonymes, voir Tanaka.
Kunie Tanaka (田中邦衛, Tanaka Kunie) est un acteur japonais né le 23 novembre 1932 et mort le 24 mars 2021.

## Biographie
Kunie Tanaka fait des études d'anglais au Reitaku Junior College (ja). Il commence sa carrière d'acteur en 1955 au théâtre au sein de la compagnie Haiyūza (ja) et apparaît pour la première fois au cinéma en 1957 dans Un amour pur de Tadashi Imai. 
Au cours de sa carrière qui court sur plus d'un demi-siècle, il tourne avec les plus grands cinéastes japonais, Akira Kurosawa à trois reprises dans Les salauds dorment en paix (1960), Sanjuro (1962) et Dodes'kaden (1970), Masaki Kobayashi dans La Condition de l'homme (1959) et Kwaïdan (1964), en passant par Nagisa Ōshima et Hideo Gosha. Il reste indissociable du cinéma de Kinji Fukasaku, auteur de polars ultra violents qui ont notamment inspiré Quentin Tarantino, Kunie Tanaka est l'une des stars de Combat sans code d'honneur (1973-1975), série de cinq films qui révolutionne la vision des yakusas dans les années 1970 en les montrant comme des gangsters cupides, et non plus comme des figures héroïques guidées par l'honneur. Au Japon, il est particulièrement connu pour son rôle de père de famille maladroit et aimant dans la série au long cours Kita no kuni kara (ja) (1981-2002) et pour celui de Shinjirō Ishiyama surnommé Aodaishō, le principal adversaire du héros interprété par Yūzō Kayama dans la série de films Wakadaishō (en).
Nommé à cinq reprises pour le prix du meilleur acteur dans un second rôle à la Japan Academy Prize, il remporte la distinction pour son interprétation dans L'École (学校, Gakko, 1993) de Yōji Yamada.
Kunie Tanaka a tourné dans plus de 220 films entre 1957 et 2010.
Le mangaka Eiichirō Oda s'est inspiré de lui pour le personnage de Borsalino, alias l'amiral Kizaru dans le populaire manga One Piece.

## Filmographie partielle

### Années 1950
- 1957 : Un amour pur (純愛物語, Jun'ai monogatari?) de Tadashi Imai
- 1959 : La Condition de l'homme: Le Chemin de l'éternité (人間の條件, Ningen no jōken?) de Masaki Kobayashi : Obara Nitōhei

### Années 1960
- 1960 : L’Enterrement du soleil (太陽の墓場, Taiyo no hakaba?) de Nagisa Ōshima : voleur
- 1960 : Les salauds dorment en paix (悪い奴ほどよく眠る, Warui yatsu Hodo yoku nemuru?) d'Akira Kurosawa : tueur à gages
- 1961 : Nasake muyo no wana (情無用の罠?) de Jun Fukuda
- 1961 : Wakai ōkami (若い狼?) de Hideo Onchi : Kōji Sakurai
- 1961 : Wakarete ikiru toki mo (別れて生きるときも?) de Hiromichi Horikawa
- 1961 : Kaoyaku akatsukini shisu (顔役暁に死す?) de Kihachi Okamoto
- 1961 : Daigaku no wakadaishō (大学の若大将?) de Toshio Sugie
- 1962 : Sanjuro (椿三十郎, Tsubaki Sanjūrō?) d'Akira Kurosawa : un samouraï
- 1962 : Ginza no wakadaishō (銀座の若大将?) de Toshio Sugie : Shinjirō Ishiyama
- 1962 : Rats d'égout en uniforme (どぶ鼠作戦, Dobunezumi sakusen?) de Kihachi Okamoto
- 1962 : Le Traquenard (おとし穴, Otoshiana?) de Hiroshi Teshigahara : l'homme au costume blanc
- 1962 : Nihon ichi no wakadaishō (日本一の若大将?) de Jun Fukuda : Shinjirō Ishiyama
- 1963 : Nippon jitsuwa jidai (にっぽん実話時代?) de Jun Fukuda
- 1963 : Hawai no wakadaishō (ハワイの若大将?) de Jun Fukuda : Shinjirō Ishiyama
- 1963 : Okashina yatsu (おかしな奴?) de Tadashi Sawashima
- 1963 : Chroniques guerrières du clan Sanada (真田風雲録, Sanada fūunroku?) de Tai Katō
- 1964 : Kwaïdan (怪談, Kaidan?) de Masaki Kobayashi : Yasaku
- 1965 : Abashiri Prison (網走番外地, Abashiri bangaichi?) de Teruo Ishii
- 1965 : Zoku Abashiri bangaichi (続網走番外地?) de Teruo Ishii
- 1965 : Le Sabre de la bête (獣の剣, Kedamono no ken?) de Hideo Gosha : Tanji
- 1965 : Abashiri bangaichi: Bokyohen (網走番外地 望郷篇?) de Teruo Ishii
- 1966 : Le Sang du damné (五匹の紳士, Gohiki no shinshi?) de Hideo Gosha
- 1966 : Le Silence sans ailes (とべない沈黙, Tobenai chinmoku?) de Kazuo Kuroki
- 1966 : Le Sabre du mal (大菩薩峠, Dai-bosatsu tōge?) de Kihachi Okamoto : Senkichi
- 1966 : Le Visage d'un autre (他人の顔, Tanin no kao?) de Hiroshi Teshigahara : un patient de l'asile
- 1966 : La Légende de Zatoïchi : Le Pèlerinage (座頭市海を渡る, Zatōichi umi o wataru?) de Kazuo Ikehiro : homme bavard
- 1966 : Le Lac des larmes (湖の琴, Mizuumi no koto?) de Tomotaka Tasaka : Kenkichi Ohara
- 1967 : Poésie lyrique de la Chikuma (千曲川絶唱, Chikumagawa zesshō?) de Shirō Toyoda
- 1967 : Wakamono tachi (若者たち?) de Tokihisa Morikawa : Taro
- 1968 : Femme et soupe de miso (女と味噌汁, Onna to misoshiru?) de Heinosuke Gosho
- 1968 : Daikanbu: Burai (大幹部 無頼?) de Keiichi Ozawa : Katsuji Nemoto
- 1968 : Pavane pour un homme épuisé (日本の青春, Nihon no seishun?) de Masaki Kobayashi
- 1968 : La Bombe humaine (肉弾, Nikudan?) de Kihachi Okamoto
- 1968 : Hakuchū dōdō (白昼堂々?) de Yoshitarō Nomura
- 1968 : La Fête de Gion (祇園祭, Gion matsuri?) de Tetsuya Yamanouchi (ja) : Gonji
- 1968 : Kamisama no koibito (神様の恋人?) de Yoshitarō Nomura
- 1968 : Burai: Kuro dosu (無頼 黒匕首?) de Keiichi Ozawa
- 1969 : Furesshuman wakadaishō (フレッシュマン若大将?) de Jun Fukuda
- 1969 : Goyokin, l'or du shogun (御用金, Goyōkin?) de Hideo Gosha : Hirosuke
- 1969 : Nyu jirando no wakadaishō (ニュージーランドの若大将?) de Jun Fukuda : Shinjirō Ishiyama
- 1969 : Puni par le ciel (人斬り, Hitokiri?)  de Hideo Gosha : geôlier
- 1969 : Dai Nippon suri washǖdan (大日本スリ集団?) de Jun Fukuda : Kanegai

### Années 1970
- 1970 : Fuji sanchō (富士山頂?) de Tetsutarō Murano
- 1970 : La Légende de Zatoïchi : Le Shogun de l'ombre (座頭市あばれ火祭り, Zatōichi abare-himatsuri?) de Kenji Misumi : conducteur de cheval
- 1970 : Dodes'kaden (どですかでん, Dodesukaden?) d'Akira Kurosawa : Hatsutaro Kawaguchi
- 1970 : Kigeki sore ga otoko no ikiru michi (喜劇ソレが男の生きる道?) de Jun Fukuda
- 1971 : C'est dur d'être un homme : Le Bon Samaritain (男はつらいよ 奮闘篇, Otoko wa tsurai yo: Funtō hen?) de Yōji Yamada : professeur Fukushi
- 1971 : Konto Gojugo-go to Miko no zettai zetsumei (コント５５号とミーコの絶体絶命?) de Yoshitarō Nomura : Saburo
- 1971 : La Bataille d'Okinawa (激動の昭和史 沖縄決戦, Gekido no showashi: Okinawa kessen?) de Kihachi Okamoto
- 1971 : Les Loups (出所祝い, Shussho Iwai?) de Hideo Gosha : Matsuzo Tsumura
- 1971 : Shin Abashiri bangaichi: Fubuki no dai-dassou (新網走番外地 吹雪の大脱走?) de Yasuo Furuhata
- 1972 : Summer Soldiers ((サマー・ソルジャー, Samā sorujā?) de Hiroshi Teshigahara : Fujimura
- 1972 : Shin Abashiri bangaichi: Arashi yobu danpu jingi (新網走番外地 嵐呼ぶダンプ仁義?) de Yasuo Furuhata
- 1972 : Okita le pourfendeur : Les Trois Frères chiens fous (人斬り与太 狂犬三兄弟, Hito-kiri Yota: Kyoken San-kyodai?) de Kinji Fukasaku
- 1972 : Kogarashi Monjirō: Kakawari gozansen (木枯し紋次郎 関わりござんせん?) de Sadao Nakajima : Tsunehei
- 1972 : Et tous ces camarades sans voix (あゝ声なき友, Aa koe naki tomo?) de Tadashi Imai : Boku
- 1973 : Combat sans code d'honneur (仁義なき戦い, Jingi naki tatakai?) de Kinji Fukasaku : Makihara Masakichi
- 1973 : Nippon sanjūshi: Hakata obi shime ippon dokko no maki (にっぽん三銃士 博多帯しめ一本どっこの巻?) de Kihachi Okamoto
- 1973 : Combat sans code d'honneur 3 : Guerre par procuration (仁義なき戦い 代理戦争, Jingi naki tatakai: Dairi senso?) de Kinji Fukasaku : Makihara Masakichi
- 1973 : Gendai Ninkyo-shi (現代任侠史?) de Teruo Ishii : Zen san
- 1974 : Combat sans code d'honneur 4 : Opération au sommet (仁義なき戦い 頂上作戦, Jingi naki tatakai: Chōjō sakusen?) de Kinji Fukasaku : Makihara Masakichi
- 1974 : Combat sans code d'honneur 5 : La Partie finale (仁義なき戦い 完結篇, Jingi naki tatakai: Kanketsu-hen?) de Kinji Fukasaku : Makihara Masakichi
- 1974 : Nouveau combat sans code d'honneur (新仁義なき戦い, Shin jingi naki tatakai?) de Kinji Fukasaku : Gen Sakagami
- 1974 : Bloodsucking Rose (血を吸う薔薇, Chi o suu bara?) de Michio Yamamoto : docteur Shimomura
- 1974 : San-daime shumei (三代目襲名?) de Shigehiro Ozawa
- 1975 : Le Cimetière de la morale (仁義の墓場, Jingi no hakaba?) de Kinji Fukasaku : Katsuji Ozaki
- 1975 : Daidatsugoku (大脱獄?) de Teruo Ishii : Goda
- 1975 : Super Express 109 (新幹線大爆破, Shinkansen Daibakuha?) de Jun'ya Satō : le frère de Koga
- 1975 : Kobe kokusai gang (神戸国際ギャング?) de Noboru Tanaka : Teruo Maruyama
- 1976 : Kimi yo fundo no kawa o watare (君よ噴怒の河を渉れ?) de Jun'ya Satō : Yokomichi Keiji
- 1976 : Kinkin no lumpen taisho (キンキンのルンペン大将?) de Teruo Ishii : Tetsugoro Komai
- 1977 : Kisetsufū (季節風?) de Kōichi Saitō : Kantoku
- 1977 : Kuroki Tarō no ai to bōken (黒木太郎の愛と冒険?) d'Azuma Morisaki (ja)
- 1977 : Yatsuhaka-mura (八つ墓村?) de Yoshitarō Nomura : Ochimusha
- 1977 : Sugata Sanshiro (姿三四郎?) de Kihachi Okamoto
- 1978 : Fleurs d'hiver (冬の華, Fuyu no hana?) de Yasuo Furuhata : Kokichi Minami
- 1978 : Bandit contre samouraï (雲霧仁左衛門, Kumokiri Nizaemon?) de Hideo Gosha : Rikichi Komadera
- 1978 : Yasei no shōmei (野性の証明?) de Jun'ya Satō : barman
- 1978 : L'Été du démon (鬼畜, Kichiku?) de Yoshitarō Nomura : policier
- 1978 : Dainamaito don don (ダイナマイトどんどん?) de Kihachi Okamoto : Sakuzo
- 1978 : Burū Kurisumasu (ブルークリスマス?) de Kihachi Okamoto
- 1979 : Nichiren (日蓮?) de Noboru Nakamura : Gyodo / Kyonin
- 1979 : L'Enfer (地獄, Jigoku?) de Tatsumi Kumashiro : Unpei Ikegata
- 1979 : Eireitachi no oenka: saigo no sōkeisen (英霊たちの応援歌?) de Kihachi Okamoto
- 1979 : Kanpaku sengen (関白宣言?) de Shūe Matsubayashi : Okazaki

### Années 1980
- 1980 : Dōran (動乱?) de Shirō Moritani : Komatsu
- 1981 : Eki, la gare (駅 STATION, Eki Station?) de Yasuo Furuhata : Sugawara
- 1981 : Chikagoro naze ka Charusuton (近頃なぜかチャールストン?) de Kihachi Okamoto
- 1982 : Santō kōkōsei (三等高校生?) de Yūsuke Watanabe (ja)
- 1983 : Nogare no machi (逃がれの街?) d'Eiichi Kudō : Nakayama
- 1983 : La Taverne Chōji (居酒屋兆治, Izakaya Chōji?) de Yasuo Furuhata : Yoshiharu Iwashita
- 1985 : Yasha (夜叉?) de Yasuo Furuhata : Keita
- 1985 : Sōshun monogatari (早春物語?) de Shin'ichirō Sawai : Okino, le père de Hitomi
- 1986 : Uhohho tankentai (ウホッホ探検隊?) de Kichitarō Negishi
- 1988 : Yūshun (優駿?) de Shigemichi Sugita (ja)
- 1988 : Demain - Asu (ＴＯＭＯＲＲＯＷ 明日, Tumorō ashita?) de Kazuo Kuroki
- 1988 : Kono mune no tokimeki o (この胸のときめきを?) de Seiji Izumi (ja)
- 1988 : Yojo no jidai (妖女の時代?) de Shun'ichi Nagasaki

### Années 1990
- 1990 : Tasumania monogatari (タスマニア物語?) de Yasuo Furuhata : Eiji Kawano
- 1990 : Rōnin-gai (浪人街?) de Kazuo Kuroki : Mangozaemon Doi
- 1991 : Kamigata Kugaizoshi (上方苦界草紙?) de Tetsutarō Murano
- 1991 : Oishii Kekkon (おいしい結婚?) de Yoshimitsu Morita
- 1991 : Musuko (息子?) de Yōji Yamada : Taki-san
- 1992 : La Mousse lumineuse (ひかりごけ, Hikarigoke?) de Kei Kumai : Hachizo
- 1993 : Kozure Ōkami: Sono chiisaki te ni (子連れ狼 その小さき手に?) d'Akira Inoue : moine bouddhiste
- 1993 : Niji no hashi (虹の橋?) de Zenzō Matsuyama
- 1993 : L'École (学校, Gakkō?) de Yōji Yamada
- 1995 : C'est dur d'être un homme : Tora-san à la rescousse (男はつらいよ 寅次郎紅の花, Otoko wa tsurai yo: Torajirō kurenai no hana?) de Yōji Yamada : le capitaine
- 1996 : Niji o tsukamu otoko (虹をつかむ男?) de Yōji Yamada : Tsune-san
- 1998 : Tenamonya shōsha (てなもんや商社?) de Katsuhide Motoki
- 1998 : Gakko III (学校ＩＩＩ?) de Yōji Yamada

### Années 2000
- 2000 : Kawa no nagare no you ni (川の流れのように?) de Yasushi Akimoto : Matsuda
- 2001 : Minna no ie (みんなのいえ?) de Kōki Mitani
- 2002 : Yomigaeri (黄泉がえり?) d'Akihiko Shiota : docteur Saito
- 2004 : La Servante et le Samouraï (隠し剣 鬼の爪, Kakushi ken oni no tsume?) de Yōji Yamada
- 2010 : Saigo no Chūshingura (最後の忠臣蔵?) de Shigemichi Sugita

### À la télévision
- 1977 : Aniki (あにき?) (série télévisée)
- 1981 : Kita no kuni kara (ja) (北の国から?) (série télévisée)

## Distinctions

### Décoration
- 1999 : médaille au ruban pourpre[1]
- 2006 : récipiendaire de l'ordre du Soleil levant de quatrième classe[1]

### Récompenses
- 1968 : prix Mainichi du meilleur acteur pour son interprétation dans Wakamono tachi[7]
- 1974 : prix Kinokuniya
- 1984 : prix Blue Ribbon du meilleur second rôle masculin pour ses interprétations dans Nogare no machi et La Taverne Chōji[8]
- 1987 : prix Blue Ribbon du meilleur acteur pour son interprétation dans Uhohho tankentai[9]
- 1994 : Japan Academy Prize du meilleur second rôle masculin pour ses interprétations dans L'École, Kozure Ōkami: Sono chīsaki te ni et Niji no hashi[5]

### Sélections
- 1979 : Japan Academy Prize du meilleur acteur dans un second rôle pour Dainamaito don don[10]
- 1984 : Japan Academy Prize du meilleur acteur dans un second rôle pour Nogare no machi, La Taverne Chōji et Santō kōkōsei[11]
- 1989 : Japan Academy Prize du meilleur acteur dans un second rôle pour Kono mune no tokimeki o, Yūshun, Yojo no jidai et Demain - Asu[12]
- 2002 : Japan Academy Prize du meilleur acteur dans un second rôle pour Minna no ie[13]